# Renia factiosalis
Renia factiosalis är en fjärilsart som beskrevs av Walker 1859. Renia factiosalis ingår i släktet Renia och familjen nattflyn. Inga underarter finns listade.